# Trichophysetis bipunctalis
Trichophysetis bipunctalis là một loài bướm đêm trong họ Crambidae.